# Classe Typhoon
Pour la classe de SNA du projet 971, voir Classe Akula.
La classe Typhoon, officiellement désignée en russe ТРПКСН проекта 941 « Акула » (« Croiseur sous-marin lourd lanceur d'engins du projet 941 « Akoula » »), est une classe de sous-marins nucléaires lanceurs d'engins (SNLE) soviétique puis russe. Développée par le bureau d'études Rubin de Saint-Pétersbourg sous la désignation officielle de Тяжёлые ракетные подводные крейсеры стратегического назначения (« croiseur sous-marin lourd lanceur d'engins ») — abrégé en ТРПКСН — projet 941 Акула (« requin »), elle reçoit le code OTAN Typhoon. Les sous-marins de cette classe sont de loin les plus imposants au monde, longs de 173 mètres et hauts de 16,50 mètres (sans les 9,50 mètres du massif), avec un maître-bau de 23 mètres, le tout pour une masse supérieure à 25 000 tonnes en plongée.
Les sous-marins de la classe Typhoon sont déployés dans les années 1980 dans la marine soviétique, puis russe. La classe Typhoon compte six unités construites et un chantier annulé. Ils étaient, pendant la période de la Guerre froide, le cauchemar des sous-mariniers américains : rapides (25 nœuds en plongée), ils étaient à leur état neuf d'un silence presque parfait. Le retrait du TK-208 Dmitri Donskoï, dernier sous-marin de cette classe encore en service en 2018, utilisé pour des tests du missile R-30 Boulava, est annoncé le 20 juillet 2022 par RIA Novosti et effectué en 2023. Bien que toujours performante et redoutable, cette classe de SNLE soviétique puis russe fût remplacée par la nouvelle classe Boreï, dont plusieurs unités sont déjà en service.

## Historique - La genèse du Projet 941
Au début des années 1970, les États–Unis lancent un programme de recherche ambitieux pour se doter d'un nouveau missile nucléaire, le Trident, à propulsion par carburant solidifié et d'une portée de plus de 7 000 km. Par la même occasion, ils créent un nouveau type de SNLE pouvant emporter 24 exemplaires de ce nouveau missile, la classe Ohio. 18 exemplaires au total sont construits sur les 34 prévus. Ces nouveaux vecteurs de dissuasions surpassent de loin les projets 667A-AM et 667B-BD (Yankee I et II puis Delta I et II). Les dirigeants soviétiques demandent alors à leurs industriels de fournir une réponse adéquate à cette nouvelle menace pour l'Union soviétique.
Les données techniques et tactiques spécifiées dans le cahier des charges pour le nouveau sous-marin lanceur d'engin Projet 941 « Akula » sont proposées au Parti communiste de l'Union soviétique en décembre 1972. Un an plus tard, le 19 décembre 1973, le projet 941 est adopté par décret et un nouveau missile est mis en chantier. Le projet est développé par le Bureau central d'études Rubin, sous la gestion du concepteur général L.D. Spassky, sous la direction directe du concepteur en chef Sergueï Nikititch Kovalev (ru) et sous la supervision de V. N. Levachov, chef de la marine[réf. nécessaire].

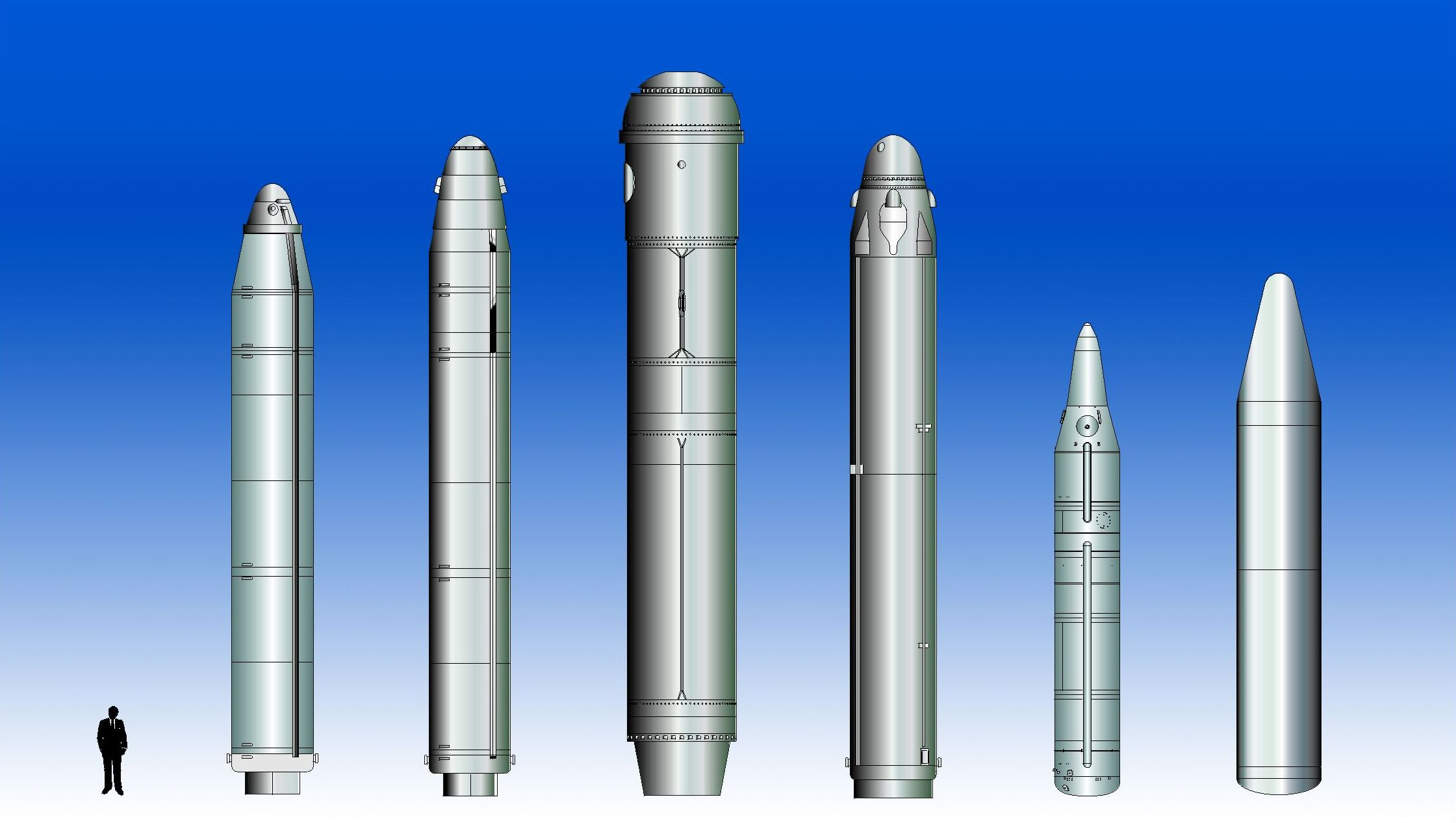
Comparaison des missiles mer-sol R-29, R-29RL, R-39, R-29RM, JL-1 et JL-2 (Chine)

Le développement de ces nouveaux missiles stratégiques navals est confié au concepteur en chef V. P. Makeeva en 1971. Les travaux sur les D-19 (version terrestre) et les R-39 (RSM-52) (en) (version marine) commencent en 1973. Les Soviétiques savent que les Américains ont une avance technologique importante dans la construction des missiles à ergols solides (beaucoup d'entre eux s'inquiètent de l'avance indéniable de la technologie américaine dans ce domaine).
Le cahier des charges du Projet 941 se profile. Le futur sous-marin doit pouvoir se faufiler sous les glaces de l'Arctique, percer des épaisseurs de plus de 2,5 m de glace (d'où sa grande réserve de flottabilité), tirer ses missiles en plongée et en surface, et disposer d'une importante capacité de détection hydroacoustique. Le sous-marin K-153 (classe Golf) est modifié en 1976 en projet 619 GOLF V afin de mener une série intensive de tests conduisant à l'acceptation par la marine, en 1984, du missile R-39 Rif (en) (code OTAN : SS-N-20 Sturgeon).
Les Soviétiques savent que, pour le nouveau projet 941, le silence, donc la furtivité, constitue une donnée capitale. En effet, grâce à des indiscrétions de quelques marins de l'US Navy et de leurs familles, ils savent que les Américains arrivent sans trop de problèmes à traquer pendant de longues périodes les SNLE soviétiques de la classe Yankee. Ils savent aussi que les barrières SOSUS ont été renforcées et qu'elles permettent aux Américains d'estimer les routes tactiques que vont emprunter les sous-marins sortant des ports de la mer Blanche ou de la mer Baltique. Il devient alors nécessaire d'opérer des ajustements dans la doctrine nucléaire de l'Union soviétique. Deux axes majeurs sont proposés :
- augmenter les portées des missiles stratégiques afin de rapprocher au maximum les zones de patrouilles des SNLE des eaux territoriales de l'Union soviétique ;
- lancer la troisième génération de SNLE et de SNA, plus rapide, plus silencieuse.

Il semblerait que l'Union soviétique était plus intéressée par une doctrine défensive que ce que les États-Unis ont voulu faire croire. En effet, le nombre de missiles stratégiques navals répond pratiquement à un ratio de un pour trois, ce qui portait à plus de 3 000 têtes nucléaires américaines l'arsenal embarqué dans la flotte de leurs SNLE à la fin des années 1980.
Quelque 1 219 personnes travaillent sur la construction de TK-208, plus de 1 000 entreprises sont mises à contribution pour la fourniture des pièces, des ensembles et des éléments de conception du projet.
Lorsque le projet est décidé, Léonid Brejnev déclare lors du XXVIe Congrès du PCUS : « Les Américains viennent de lancer leurs sous-marins Ohio et leurs missiles Trident ! Nous leur répondrons avec notre Typhoon ! ». Le nom même de « Typhoon » vient de Leonid Brejnev : lors de l'évocation du projet de futur SNLE, le premier secrétaire utilise ce mot pour donner une image de la puissance de feu du futur submersible.
La construction des sous-marins de la classe Typhoon a lieu au chantier no 402 Sevmash de Severodvinsk. Elle ne peut se faire qu'après la construction du plus grand dock couvert au monde, établi à plus de 800 mètres de l'accès à la mer afin d'induire en erreur l'espionnage par satellite. À la fin de la construction du premier Typhoon, une armada d'engins de terrassement creuse en un temps record un canal par lequel le sous-marin est tracté jusqu'au dock lui-même.
Le premier sous-marin de classe Typhoon est lancé le 12 décembre 1981. Chaque nouvelle unité bénéficie d'améliorations technologiques. Leur coût exorbitant engendre des discussions très vives. Il est donc décidé de limiter à sept puis six exemplaires l'effectif produit. Le coût du programme n'est pas le seul élément mettant en péril l'avenir du projet 941 : la taille gigantesque et inhabituelle du sous-marin engendre de très grosses difficultés d'organisation et d'intendance. Cette taille l'empêche en effet de rejoindre les ports stratégiques de la mer Blanche. Entretenir et gérer ces engins et leur armement est très délicat et nécessite la création d'infrastructures colossales que beaucoup estiment inutiles.

## Caractéristiques

### Descriptions générales

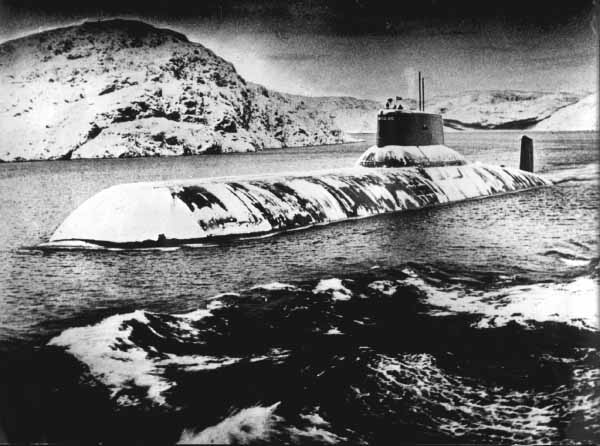
TK-202 part en patrouille

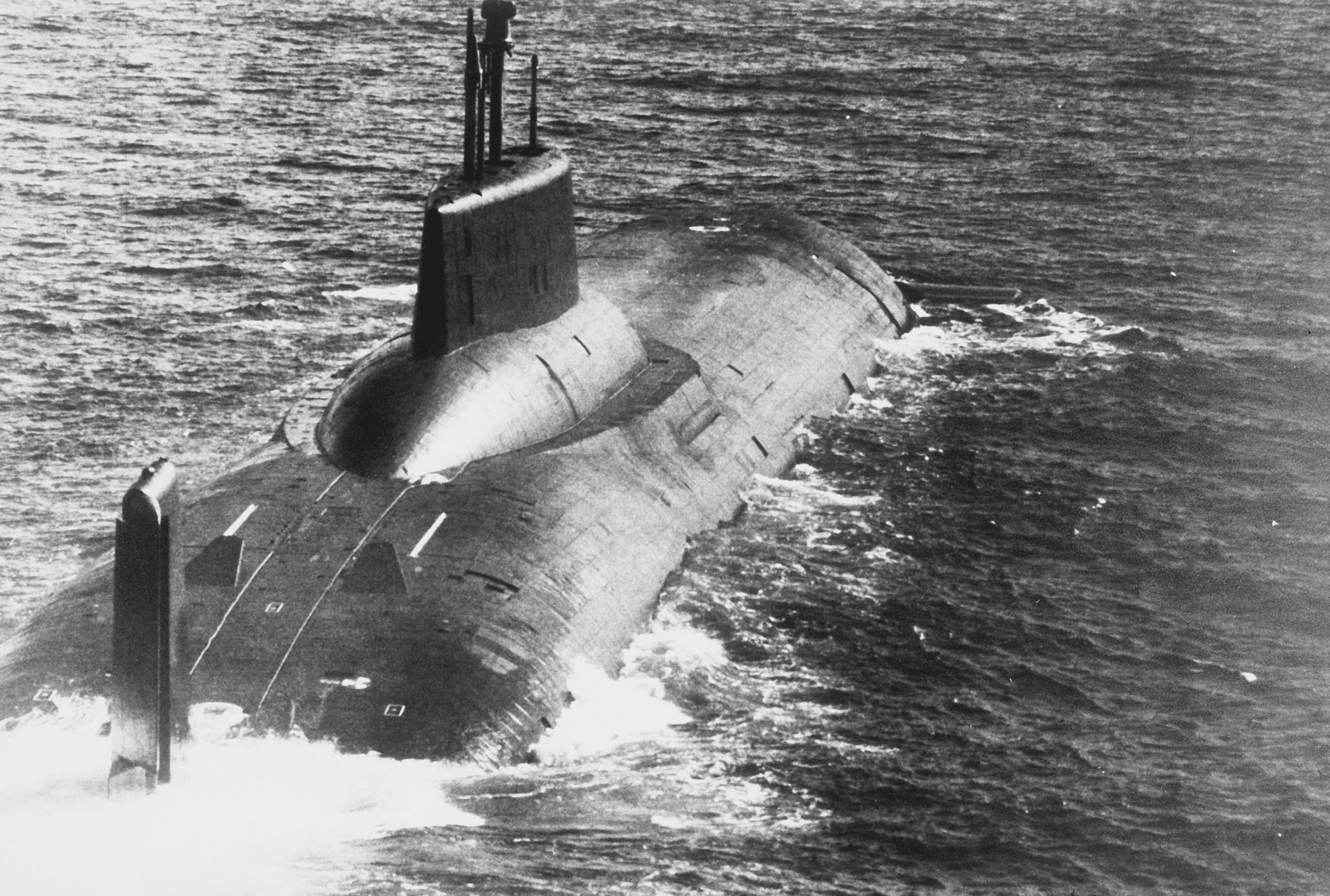
Le TK-202 le 1er mai 1985.

Le concept des sous-marins de classe Akula/Typhoon consiste en deux coques internes de SNLE classe Delta IV (de 7,2 m de diamètre) juxtaposées. Cette disposition s'apparente à celle d'un catamaran. Deux modules de sauvetage peuvent accueillir l'ensemble de l'équipage, qui sont installées de chaque côté du massif. La salle des torpilles et le PCNO (poste central navigation opération) servent de zones de jonction entre les deux coques. Chaque coque est en liaison avec l'autre par des coursives de jonction. Avec un total de 19 compartiments étanches, les zones vie et opérationnelles sont clairement séparées. La coque épaisse du PCNO et celle de la salle des torpilles sont réalisées en alliage de titane pour plus de résistance et de discrétion magnétique grâce au savoir-faire accumulé depuis les 661 et projet 705. Les barres de plongée avant s'escamotent dans la coque tandis que la forme des barres arrière a été étudiée pour augmenter la stabilité du sous-marin.
Contrairement à ce que pensaient les Américains, les Soviétiques ont développé une technique d'écoute sonar similaire à celle présente sur les Ohio grâce aux ALR (Antenne linéaire remorquée), permettant ainsi au Typhoon de traquer les sous-marins au-delà des perturbations provoquées par son sillage (bafle) et le rendant beaucoup moins sourd que les SNLE de génération précédente.[réf. nécessaire]
Les locaux vie ont été pensés pour le bien-être de l'équipage. Finies les installations rustiques des projets 658. À bord se trouvent chambres spacieuses pour les officiers, bania (bain traditionnel russe composé d'un bain de vapeur et d'une petite piscine), salle de détente avec télévision et air climatisé, salle pour fumeurs, sauna, solarium, petite boutique, salles de sport, etc. Le projet 949A a lui aussi bénéficié de ce même genre d'aménagements pour l'équipage, ce qui lui permet de garder toute son efficacité durant les missions de longue durée (plus de 90 jours). Les équipages ont surnommé ces sous-marins "Hilton flottants".
Bien que le cahier des charges soviétique ait prévu des missions dépassant les 120 jours, les missions de plus de deux mois ont été rares, probablement pour des raisons de logistique. Néanmoins, les cycles opérationnels des sous-marins de la classe Typhoon sont remarquables. Au moins un Typhoon a effectué une mission de plus de trois mois à la mer sans interruption, un échange d'équipage et un réapprovisionnement ayant été réalisés à partir d'un brise-glace qui avait rejoint le sous-marin.
Les sous-marins de classe Typhoon emportent 20 missiles balistiques mer-sol R-39 (RSM-52) (code OTAN : SS-N 20 Sturgeon) d'une portée de 11 000 km. Celui-ci possède 10 têtes indépendantes (chaque tête peut atteindre une cible différente). La puissance unitaire de ces têtes est de 100 kilotonnes (environ six fois la bombe atomique d'Hiroshima, Little Boy). Les missiles sont logés à l'avant du massif, ce qui en fait un sous-marin unique, tous les autres types de SNLE emportant leurs missiles sur l'arrière.

Schéma général de la disposition interne du projet 941 :
1 - coque hydrodynamique ; 2 - tubes lance-torpilles de 533 mm ; 3 - coque résistante de proue ; 4 - barres de plongée avant escamotables ; 5 - sas de sauvetage ; 6 - compartiment torpilles ; 7 - compartiment sonar ; 8 - Tubes lance-missiles P-39 ; 9 - poste central de navigation ; 10 - capsules de sauvetage ; 11 - dispositifs rétractables ; 12 - kiosque ; 13 - compartiment radio ; 14 - compartiment réacteur ; 15 - écoutilles des antennes de communication ; 16 - pare-glace des hélices ; 17 - compartiment turbines ; 18 - compartiment moteur ; 19 - guides hydrodynamiques ; 20 - plan vertical ; 21 - safran ; 22 - pompe-hélice ; 23 - barres de plongée arrière ; 24 - sonar ; 25 - propulseurs rétractables ; 26 - compartiment missiles ; 27 - compartiment équipage ; 28 - réacteurs nucléaires OК-650 ; 29 - lignes d'arbres ; 30 - stabilisateur ; 31 - coque résistante de proue ; 32 - coque résistante tribord ; 33 - coque résistante bâbord ; 34 - coque résistante centrale ; 35 - coque résistante de poupe ; 36 - réservoir de plongée rapide
i - périscope d’attaque ; ii - périscope de navigation ; iii - radio-sextant ; iv - mât radar et surveillance électronique ; v - schnorchel ; vi, viii - antennes radio ; vii - radiogoniomètre ; ix - antenne de communication satellitaire et GLONASS ; x - flûte sonar

### Modifications
De nombreuses modifications ont été apportées au cours de la vie opérationnelle des six sous-marins : modifications des systèmes acoustiques, installation d'un dispositif de correction astrale sur les missiles, modification des conduites de tir, amélioration du système de navigation par satellite GLONASS pour le tir multi-cibles (Projet 941-U).
Les dernières grandes modifications ont été apportées par la version 941-UM, dont seul le TK-208 Dmitry Donskoï aura bénéficié.
Début 2010, il est prévu que la classe Boreï remplace définitivement les derniers Typhoon en 2017.

### Armes et systèmes

Profil d'un Classe Typhoon

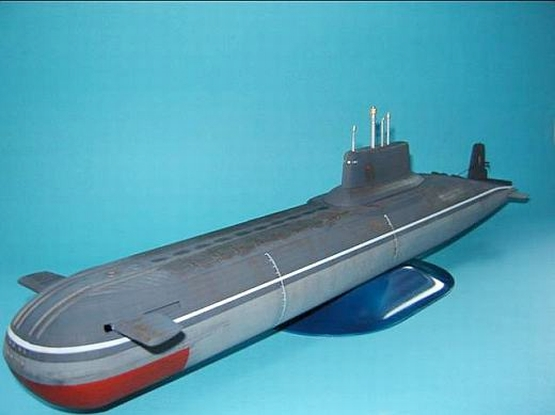
Maquette d'un Classe Typhoon

Encore aujourd'hui, le projet 941 est doté de systèmes qui n'ont pas à rougir face à leurs équivalents occidentaux, et ce d'autant moins depuis la refonte du TK-208 Dmitri Donskoï. Afin de rendre la partie nucléaire du sous-marin plus compacte et de faciliter sa maintenance, il a été décidé d'utiliser deux réacteurs à eau pressurisée VM-5 du réacteur nucléaire OК-650 d'une puissance unitaire de 190 MW.
Deux turbines à vapeur permettent d'assurer la propulsion du sous-marin. L'ensemble de la structure supportant les machines a été placé sur vérins et berceaux afin de réduire le bruit et les vibrations transmis à la coque. Le protocole de sécurité des réacteurs a été revu à la hausse, à la demande des autorités (contrôle du niveau d'énergie, triple système de secours, bouclier anti-radiations). Quatre turbo-générateurs autonomes de 3 200 kW unitaires assurent la fourniture d'énergie électrique, et deux diesel-alternateurs DG-750 peuvent prendre la relève en cas de panne. Deux propulseurs électriques de 750 kW, un au centre à l'arrière et un à l'avant tribord permettent d'assurer le déplacement latéral. À la création du projet 941, beaucoup d'efforts ont été déployés pour augmenter sa discrétion acoustique, notamment par une insonorisation accrue de toutes les parties du sous-marin (y compris les cuisines et les toilettes). Il en résulte, selon certains analystes, un niveau acoustique semblable aux Ohio américains.
Le projet 941 est équipé d'un système de combat tactique Omnibus-941, permettant la fusion des données des divers senseurs du bord. Il dispose aussi d'une nouvelle centrale inertielle Simfonya, d'un sonar de coque actif/passif MGK-500 Skat KS comportant notamment quatre antennes latérales et pouvant assurer la poursuite simultanée de 12 pistes, d'un sondeur des glaces MG-518 Arfa, d'un sonar anti-mines MG-519 Sever, d'un radar de veille surface MRKP-58 Buran, d'un système de surveillance vidéo externe MTK-100, de deux périscopes (attaque et veille), de deux ALR (antenne linéaire remorquée) de plus de 150 m chacune permettant la réception radio sous la surface. Cet équipement est complété par deux antennes sonars linéaires remorquées , sur les TK-208, TK-17 et TK-20.
Le sous-marin emporte 20 missiles R-39 pouvant être lancés jusqu'à une profondeur de 55 mètres, avec un intervalle très court (inférieur à 70 secondes selon certains analystes), sans limitation engendrée par l'état de la mer ou de la météo. La portée dépasse les 10 000 km. Chaque missile emporte 10 têtes nucléaires de 100 kt chacune, avec un système inertiel d'entrée dans l'atmosphère. Elles présentent un Cercle d'Erreur Probable (CEP) de 500 m. L'armement des sous-marins de la classe Typhoon comprend aussi 6 tubes lance-torpilles de 533 mm avec système de chargement rapide. La plupart des armements sous-marins de ce diamètre peuvent être lancés (torpilles, missiles ASM…).

## Statut actuel
Les six sous-marins de la classe Typhoon ont tous été affectés à la 18e Division de sous-marins de la flotte du Nord. Ils sont basés dans la baie Nerpichia, à la base navale de Zapadnaïa Litsa, entièrement reconfigurée en 1977 pour accueillir le centre de commandement stratégique de la division des Typhoon. De nouveaux quais ont été installés et la base a été dotée d'un véhicule de transport des missiles R-39 et d'un imposant portique servant au chargement des missiles à bord, ainsi que d'un complexe de maintenance courante (dock flottant) et de bâtiments hébergeant les équipes de maintenance à terre.
Comme les sous-marins occidentaux, chaque sous-marin de la classe Typhoon est armé par deux équipages. Les Typhoon ont le plus haut rendement de la flotte du Nord. En effet, à l'époque où les six Typhoons étaient opérationnels, deux étaient en permanence à la mer et chacun faisait en moyenne trois à quatre patrouilles de trois mois par an.
En 1989, la construction du septième Typhoon, le TK-210, est annulée et il est démantelé avant son achèvement. Pour certains, les problèmes financiers de la Russie ont été déterminants dans ce choix, pour d'autres ce sont les traités de désarmement bilatéraux SALT I et SALT II. La situation politique de la fédération de Russie entre 1990 et 2000 a certes laissé la flotte du Nord dans un état déplorable, avec un budget de fonctionnement insuffisant pour assurer le maintien en condition opérationnelle de la flotte.
Pour les mêmes raisons, les TK-202 puis TK-12 et enfin TK-13 sont retirés de la liste des bâtiments actifs de la marine. Cette décision accompagne notamment l'arrivée en fin de vie opérationnelle du missile R-39 qui les équipe. En mars 2009, les trois sont démantelés, dont un grâce à des fonds américains et canadiens.
Le 21 mai 2013, la Russie annonce le retrait et le démantèlement du TK-17 Arkhangelsk et du TK-20 Severstal. Seul restera en service le TK-208 Dmitri Donskoï, exemplaire modernisé à des fins d'essais de missiles balistiques.
Entre 2000 et 2010 environ, en prévision du désarmement des Typhoons, les chantiers navals Rubin ont étudié leur possible refonte pour en faire des cargos minéraliers sous-marins, qui auraient permis de désenclaver des sites miniers ou sidérurgiques dont les ports sont bloqués par les glaces plusieurs mois par an, en aménageant des terminaux accessibles sous la surface de la mer. Ces projets ne sont plus d'actualité.
Au début de l'année 2021, le TK-208 "Dmitri Donskoï" était toujours en service. En 2017 il a participé à la parade navale de Kronstadt, en face de Saint Pétersbourg. Les autorités russes envisagent ensuite de mettre un terme à sa carrière à l'horizon 2025 ou 2026. Le TK-17 "Arkhangelsk" et le TK-20 "Severstahl" étaient toujours à quai dans le port de Severodvinsk. Les vingt trappes des silos à missiles des deux navires ont été déposées, mais aucun chantier de démantèlement n'avait démarré. Le National Maritime Museum de Londres a élaboré un projet pour intégrer le TK-17 ou le TK-20, mais rien n'a été officialisé formellement. 
Début mai 2021, des sources navales russes annoncent que l'état-major de la Flotte prévoit de retirer du service actif le TK-208 "Dmitri Donskoï" lorsque son combustible nucléaire actuel sera épuisé, ce qui devait intervenir en 2025. Il sera ensuite démantelé. Les raisons invoquées sont essentiellement d'ordre budgétaire, une nouvelle modernisation du navire nécessitant des dépenses jugées inopportunes. Par ailleurs, l'effectif croissant des nouvelles unités de la classe "Borei" légitime également le retrait du TK-208. Pour mémoire, il était initialement prévu que les sous-marins de la classe "Borei" remplacent totalement les "Typhoon" entre 2017 et 2018. Le 20 juillet 2021, les médias russes annoncent son retrait de la flotte. Il est radié du service le 6 février 2023.
En septembre 2021, un nouveau projet de musée étudie la possibilité d'exposer la coque externe (reconstituée après le démantèlement du navire) du TK-17 ou du TK-20 à Moscou.

## Liste des navires
| #      | Nom             | Mise sur cale   | Lancement         | Mise en service  | Flotte         | Statut |
| ------ | --------------- | --------------- | ----------------- | ---------------- | -------------- | --- |
| TK-208 | Dimitri Donskoï | 30 juin 1976    | 27 septembre 1979 | 23 décembre 1981 | Flotte du Nord | Service actif, modifié en 2003 en Projet 941-UM, depuis 2005 plate-forme d'essai du SS-N-30 Bulava. Retrait du service annoncé le 20 juillet 2022. |
| TK-202 |                 | 22 avril 1978   | 23 septembre 1982 | 28 décembre 1983 |                | Retiré du service actif en juin 1999, démoli avec le soutien financier des États-Unis                                                              |
| TK-12  | Simbirsk        | 19 avril 1980   | 17 décembre 1983  | 26 décembre 1984 |                | Retiré du service actif en 1996, démoli entre 2006–2008                                                                                            |
| TK-13  |                 | 23 février 1982 | 30 avril 1985     | 26 décembre 1985 |                | Retiré du service actif en 1997, démoli entre 2007 et 2009                                                                                         |
| TK-17  | Arkhangelsk     | 9 aout 1983     | 12 décembre 1986  | 15 décembre 1987 | Flotte du Nord | Retiré du service actif en 2006, officiellement en réserve                                                                                         |
| TK-20  | Severstal       | 27 août 1985    | 11 avril 1989     | 19 décembre 1989 | Flotte du Nord | Retiré du service actif en 2004, officiellement en réserve                                                                                         |
| TK-210 |                 | 1986            |                   |                  |                | Jamais terminé, démoli sur cale |

## Anecdotes
- Le 7 octobre 2007, le président Vladimir Poutine a invité l'équipage du TK-17 pour ses 57 ans.
- L'eau des deux piscines est pompée directement en mer à une profondeur minimale de 250 m et est renouvelée toutes les six heures.

## Culture populaire

### Littérature
- Octobre rouge : ce modèle de sous marin est rendu célèbre grâce au roman techno thriller de l'américain Tom Clancy de 1984 dont l'action tourne autour d'un sous-marin de classe Typhoon, Octobre rouge, tentant de passer à l'Ouest après avoir fait défection à l'URSS et poursuivi par la marine soviétique pour l'intercepter. Il est commandé par le capitaine Marko Ramius.

### Cinéma
- À la poursuite d'Octobre Rouge : film de John McTiernan de 1990 tiré du roman de Clancy.
- On retrouve également cette classe dans le cinquième volet de la saga Resident Evil.

### Jeux vidéo
- La classe Typhoon est le sous-marin du Consortium dans l'extension High Treason du jeu Act of War: Direct Action

### Documentaires
- Mission Invisible : documentaire sur le TK-20 Severstal (2001, 52 minutes) produit par Corona Films pour Discovery Channel avec la participation de ZED, France 5, ZDF, RTBF, TV5 Monde et le Scottish Screen Fund[15],[16].

- Nuclear Submarine : documentaire de la série Break It Down (2008), diffusé par National Geographic, sur le démantèlement du Typhoon TK-13, qui s'est déroulé de 2007 à 2009[17].